# Self (programovací jazyk)
Self je objektově orientovaný programovací jazyk, prostředí a virtuální stroj postavený kolem konceptu prototypů. Self nabízí funkcionalitu „živého“ (live) programování, které programátorovi umožňuje za běhu přímo graficky manipulovat objekty, upravovat prostředí samotné, dynamicky rekompilovat kód a také z prostředí samotného měnit část zdrojových kódů napsaných v Selfu.
Podobně jako v jazycích smalltalkovského typu je Self postavený kolem konceptu obrazů paměti. Ten je načten po spuštění a obsahuje v sobě jak celé grafické rozhraní a vývojové prostředí, tak i všechna uživatelsky vytvořená data. Při vypnutí je tento obraz paměti tvořený z propojených objektů uložen do souboru na disku. Jednotlivé uživatelské úkony tak zůstávají zachovány a vytvářejí kontinuální systém.

## Historie
První verze jazyka byla navržena v roce 1986 Davidem Ungarem a Randallem B. Smithem v Xeroxu PARC, odkud vzešel mimo jiné i Smalltalk, Ethernet, laserové tiskárny a také dnešní koncept grafického uživatelského rozhraní.
Vývoj poté pokračoval od roku 1987 na Stanfordově univerzitě v teamu Craig Chambers, Urs Hölzle, Ole Agesen, Elgin Lee, Bay-Wei Chang, a David Ungar. V té době byly vytvořeny první verze kompilátoru a také grafického rozhraní postaveného na frameworku Morphic.
V roce 1991 byl vývoj přenesen pod Sun Microsystems, kde bylo vydáno několik verzí až po prominentní verzi 4.0 v roce 1995. Také tehdy probíhaly práce na jednom z prvních JIT (Just In Time) kompilátorů, díky kterým se povedlo Self optimalizovat do té míry, že dosahoval výkonu přibližně poloviny optimalizovaného kódu C. V té době byl také v Selfu implementován interpreter Smalltalku běžící rychleji než tehdejší kompilované verze.
Poté se Sun rozhodl Self dále nepodporovat a místo toho se dál věnovat Javě. To byl pro aktivní vývoj Selfu na dlouhá léta konec, na druhou stranu však došlo k přesunu vývoje pod komunitu a změnu licencování na otevřenou licenci. V roce 2010 vyšla verze 4.4, která jako první oficiálně nativně podporovala Linux. Poslední verze je 2017.1 vydaná v květnu roku 2017.